# Hàn Trác
Hàn Trác (chữ Hán: 寒浞 hoặc 韓浞, ? – 2080 TCN) là tướng của Hậu Nghệ thời nhà Hạ trong lịch sử Trung Quốc. Ông đã cướp ngôi của Hậu Nghệ và sau đó bị tiêu diệt khi nhà Hạ trung hưng.

## Cướp ngôi Hậu Nghệ
Hàn Trác vốn là bầy tôi của vua nước Hàn là Bá Minh, một chư hầu thời nhà Hạ. Bá Minh nhận thấy Hàn Trác có lòng dạ không tốt nên đuổi ông ra khỏi nước Hàn. Hàn Trác bèn chạy đến nước Hữu Cùng, đầu quân dưới trướng Hậu Nghệ.
Hậu Nghệ cướp được ngôi nhà Hạ lại tỏ ra kiêu ngạo, bỏ chính sự như vua Thái Khang nhà Hạ trước kia, ham mê săn bắn và thích uống rượu. Hàn Trác thấy Hậu Nghệ như vậy cũng nảy sinh ý định cướp ngai vàng. Bề ngoài, ông ra sức tán tụng tài năng của Hậu Nghệ để lấy lòng nhưng bên trong, Hàn Trác toan tính giành ngôi. Hậu Nghệ tin tưởng Hàn Trác, giao cho Trạc toàn bộ việc triều chính để hưởng lạc. Hàn Trác bố trí cho hai con là Kiêu và Ế vào làm quan trong triều, ngoài ra ông còn cho nhiều người thân tín vào giữ những chức vụ trong triều đình. Hàn Trác thường xuyên ra vào cung cấm, tư thông cả với vợ Hậu Nghệ mà Hậu Nghệ không hay biết.
Năm 2120 TCN, một hôm Hậu Nghệ đi săn, Hàn Trác đi theo. Trác mang rượu ngon ra dâng lên Hậu Nghệ. Hậu Nghệ uống rượu say đến bất tỉnh. Hàn Trác thừa cơ giết chết Hậu Nghệ.
Hàn Trác xẻo thịt Hậu Nghệ nướng lên và mang cho con Hậu Nghệ ăn. Con Hậu Nghệ biết là thịt cha, bèn bỏ chạy, nhưng đến cổng thành thì bị quân của Hàn Trác giết chết. Trác giành ngôi của Hậu Nghệ và lấy luôn vợ Hậu Nghệ.

## Diệt vong
Thái Khang bị Hậu Nghệ đánh đuổi, chết ở nước ngoài (2160 TCN). Em Thái Khang là Trọng Khang nối ngôi. Năm 2147 TCN, Trọng Khang chết, con là Tướng nối ngôi.
Tướng ở nhờ trên đất nước chư hầu là Châm Tầm. Vua Châm Tầm ủng hộ Hạ Tướng khôi phục ngôi báu.
Năm 2119 TCN, Hàn Trác nghe tin Hạ Tướng chuẩn bị binh lực ở nước Châm Tầm, bèn sai hai con là Kiêu và Ế mang quân đánh Châm Tầm. Quân Hàn Trác tiến đến Châm Tầm, giết chết Hạ Tướng và tiêu diệt nước này. Vợ Hạ Tướng là Hậu Mân đang có mang, chui qua lỗ tường trốn thoát và sinh ra Thiếu Khang.
Để gia tăng thế lực, Hàn Trác phong cho Hàn Kiêu làm vua chư hầu đất Quá (Sơn Đông) và Hàn Ế làm vua chư hầu đất Qua (Hà Nam).
Thiếu Khang chạy đến nước Hữu Nhưng, được vua Hữu Nhưng giúp sức, muốn mang quân trở về đánh Hàn Trác. Hàn Trác bèn sai Kiêu và Ế đi đánh Hữu Nhưng, song vua Hữu Nhưng bèn thả cho Thiếu Khang bỏ trốn sang nước Hữu Ngu, lại tập hợp lực lượng chống lại Hàn Trác.
Trong khi đó, một quý tộc nhà Hạ khác là Mỵ cũng bỏ trốn đến nước Hữu Cách, tập hợp lực lượng đối phó với Hàn Trác. Năm 2080 TCN, Mỵ liên lạc với Thiếu Khang cùng tiến quân trở về kinh thành.
Hàn Trác tàn bạo mất lòng dân, quân đội dưới quyền không muốn liều chết. Vì thế khi quân của Thiếu Khang và Mỵ kéo đến, quân Hàn Trác bỏ chạy. Ông bị Thiếu Khang bắt sống và xử tử.
Không lâu sau Thiếu Khang diệt nốt hai nước Qua và Quá của Kiêu và Ế, thống nhất thiên hạ, khôi phục ngôi vua nhà Hạ.
Hàn Trác ở ngôi 40 năm (2119 – 2080 TCN), không rõ bao nhiêu tuổi.